# Thảo thư
Thảo thư (tiếng Trung: 草書; bính âm: cǎoshū) hay chữ thảo là một kiểu viết chữ Hán của thư pháp Trung Hoa.
So với triện thư, lệ thư, khải thư và hành thư, thảo thư có bút pháp phóng khoáng và tốc độ viết chữ nhanh hơn cả. Mức độ đơn giản hóa của chữ thảo là lớn nhất trong số các kiểu chữ Hán có những chữ Hán mà theo lối khải thư thì viết nhiều nét nhưng theo lối thảo thư thì chỉ cần một nét. Vì vậy thảo thư thường được dùng trong các trường hợp như tốc ký, thực hành nghệ thuật thư pháp, viết thư hay viết nháp một bản thảo. Tuy nhiên, thảo thư rất khó đọc, những người chỉ quen dùng khải thư (kiểu viết thông thường) có thể không đọc được các văn bản viết bằng thảo thư.

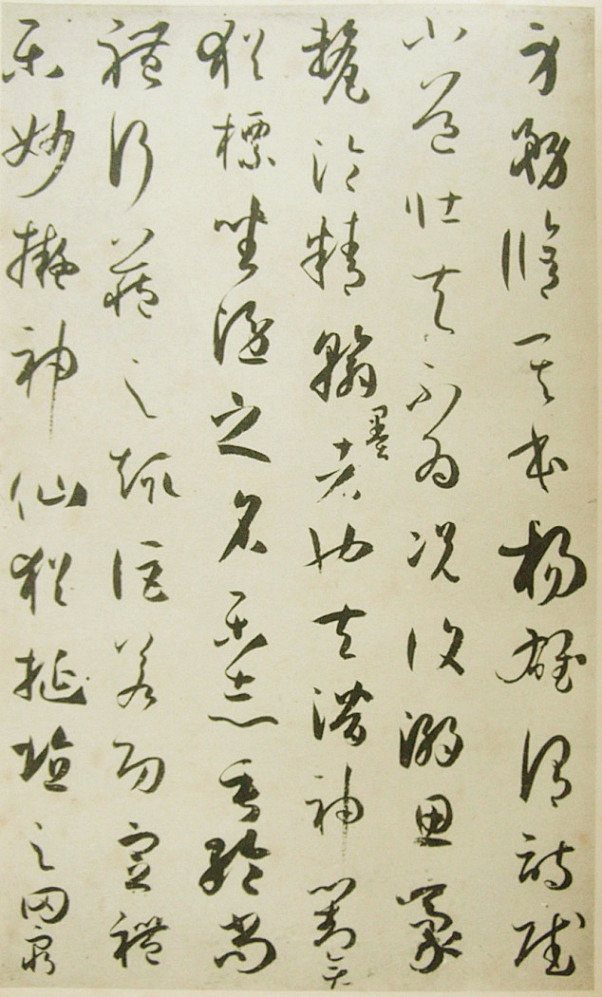
Chữ thảo trong tác phẩm Thư phổ của Tôn Quá Đình.

## Tên gọi
Chữ "thảo" (草) trong "thảo thư" thường mang nghĩa là "cỏ", cho nên một số tài liệu gọi "thảo thư" là "chữ cỏ". Có ý kiến cho rằng "thảo" dùng ở đây hàm ý nét chữ giống như cọng cỏ bay dập dờn. Một số ý kiến khác cho rằng "thảo" ở đây hàm ý không phải là "cỏ" mà có nghĩa là "nháp", "giản lược" hay "thô", giống như trong "thảo nghĩ" (草擬) hay "thảo cảo" (草稿).

## Lịch sử

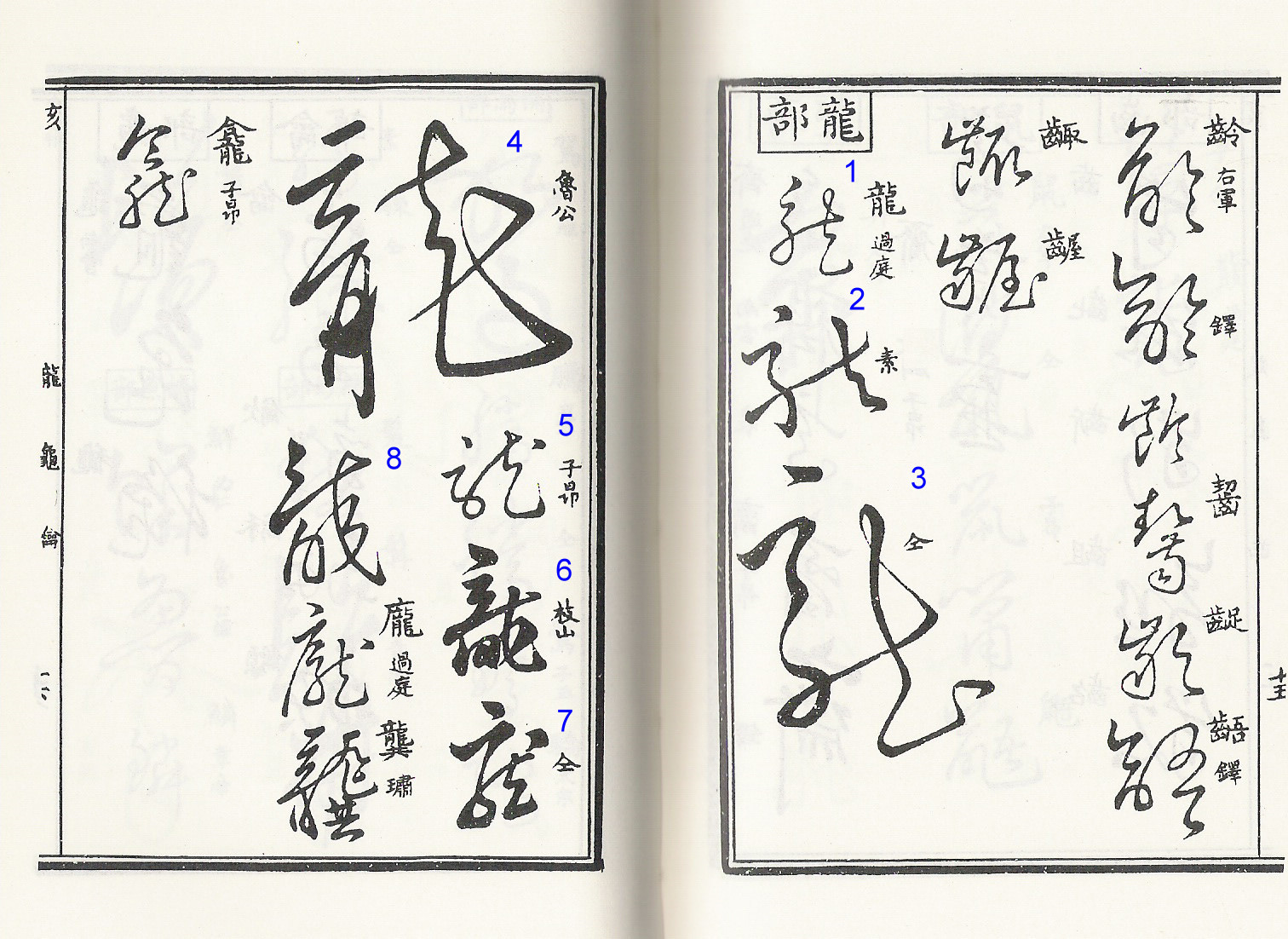
8 cách viết chữ "long" (龍), đánh số từ 1 đến 8 trong sách "Thảo Tự Vựng" (草字彙) do Thạch Lương (石梁) người triều Thanh biên soạn. Tác giả gốc của các nét viết đó là: 1)Tôn Quá Đình; 2 và 3)Hoài Tố; 4)Nhan Chân Khanh; 5)Triệu Mạnh Phú; 6 và 7)Chúc Chi Sơn; 8)vô danh.

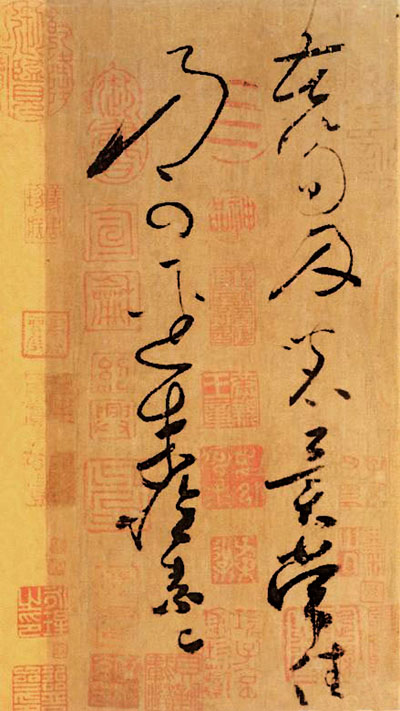
Cuồng thảo của Hoài Tố.

Chữ thảo được hình thành vào khoảng đời Hán cho tới trước đời Tấn và có nguồn gốc từ lối chữ lệ thông dụng trong triều Hán. Chữ thảo được thành hình khi người ta viết chữ lệ theo kiểu tốc ký một lối "ẩu" hơn, "tháu" hơn nhưng nhanh và tiện lợi hơn. Một trong những nguyên nhân phát sinh nhu cầu "viết nhanh" như vậy là do vào cuối thời Hán và trong thời Tam Quốc thì các phe phái tranh đoạt nhau cần phải phát triển một hệ thống thông tin nhanh gọn, kịp thời để có thể ra tay trước các địch thủ của mình.
Thảo thư trong thời Hán vẫn còn mang nhiều dấu nét của lệ thư và được gọi là "chương thảo" (章草), với chữ "chương" có nghĩa là "mạch lạc, trật tự" vì so với kiểu kim thảo (今草) của thời Ngụy-Tấn sau đó thì chương thảo vẫn còn trông rõ ràng và dễ đọc hơn hẳn. Đến thời Tam Quốc và đời Tân, chương thảo bỏ dần các dấu tích của chữ lệ, lược bớt và hòa lẫn nhiều nét, sử dụng nhiều nét "tháu" hơn và trở thành kim thảo (今草). Đến thời nhà Đường, chữ thảo lại phát triển thêm một bước với lối viết càng ngày càng phóng khoáng và mãnh liệt hơn và trở thành cuồng thảo (狂草) - kiểu viết này gần như không thể đọc được và trên thực tế cuồng thảo gần như chỉ được dùng như là một kiểu viết mang tính nghệ thuật cao chứ không áp dụng trong sinh hoạt thực tế hàng ngày.

## Đặc điểm
Các chữ Hán viết theo kiểu thảo thư đều bị giản lược đến cao độ, ngay cả người đọc được chữ hành chưa chắc đọc được chữ thảo. Các nét chữ được giản lược hoặc điều chỉnh sao cho lối viết được mềm mại và tạo ra hình dáng chữ tao nhã và mang tính trừu tượng cao, nhiều chữ được viết nên chỉ bằng một nét liền, bút không hề rời khỏi mặt giấy, và nhiều chữ liên tiếp nhau có các nét nối liền và hòa vào nhau. Các chữ thảo thường có hình dạng tròn, mềm, ít góc cạnh.

## Phân loại
Ngoài cách phân loại chương, kim và cuồng thảo theo lịch sử hình thành, chữ thảo có thể được phân thành: 
- Độc thảo (獨草): các chữ được viết tách bạch rõ ràng.
- Liên miên (連綿): nét chữ này nối liền với nét chữ kế tiếp thành một chuỗi dài.

## Ảnh hưởng

Chữ hiragana phát triển từ dạng chữ thảo của manyogana.

So với chữ lệ và chữ khải, chữ thảo có nhiều nét bị lược bỏ, trộn lẫn, nhiều nét "viết tháu" và chỉ giữ lại dáng vẻ thô sơ của chữ gốc, điều này khiến rất ít người có thể đọc hiểu được chữ thảo và điều này ảnh hưởng tiêu cực đến việc giao tiếp nếu áp dụng chữ này vào sinh hoạt và hành chính. Chính vì vậy, dù xuất hiện từ sớm, thảo thư không thể có vị trí là chữ viết "hành chính" của một quốc gia như các chữ triện, lệ và khải, nó chỉ xuất hiện nhằm đáp ứng như cầu "tốc ký" vì các lối chữ triện, lệ, khải khó có thể nào viết nhanh được. Tuy nhiên, chữ thảo lại tìm thấy vị trí quan trọng trong nghệ thuật viết chữ Trung Hoa, và nó là một lối chữ được nhiều đại thư pháp gia ưa thích, tỉ như Trương Chi, Trương Húc và Hoài Tố.
Một vai trò nổi bật khác của chữ thảo đó là, các dạng chữ thảo là nguồn tham khảo quan trọng trong quá trình đơn giản hóa chữ viết của Trung Hoa để hình thành nên chữ giản thể của CHND Trung Hoa và tân tự thể (shinjitai) của Nhật Bản; người Trung Quốc đã dùng cụm từ "cảo thư khải hóa" (草書楷化) để ám chỉ các chữ giản thể được hình thành dựa trên dạng chữ thảo kiểu in ấn của các chữ phồn thể gốc. Hệ thống chữ cái bình giả danh (hiragana) được xây dựng trên kiểu chữ thảo hoặc chữ hành của các chữ Hán dùng để ký âm Nhật Bản (Man'yōgana). Thảo thư cũng là lối viết từng được ưa chuộng của phụ nữ Nhật và được gọi là "nữ thủ" (女手, onnade), trong khi lệ thư được cho là thích hợp với nam giới và gọi là "nam thủ" (男手, otokode).

## Hình ảnh

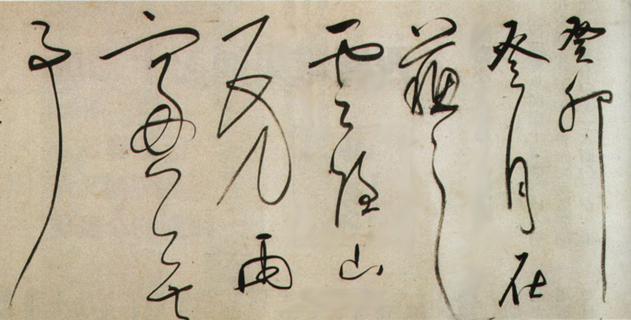
Bút tích chữ thảo và chữ hành của Đổng Kỳ Dương (1555-1636)
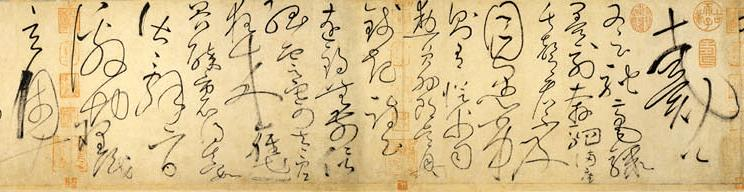
Cuồng thảo của Hoài Tố (737-799)
Chữ thảo của Trương Chi (?-192)

## Một số thư pháp gia nổi tiếng
- Vương Hi Chi
- Vương Hiến Chi
- Trương Chi, được mệnh danh là "thảo thánh"
- Trương Húc
- Hoài Tố
- Văn Chinh Minh
- Vu Hữu Nhâm